# SPAR European Shopping Centers
SES Spar European Shopping Centers ist eine eigenständige Konzerngesellschaft innerhalb der SPAR-Österreich-Gruppe. Der Firmensitz des 2007 gegründeten Unternehmens befindet sich in Salzburg. Das Unternehmen ist größter Entwickler, Errichter und Betreiber von großflächigen Einkaufszentren in Österreich und Slowenien. Es betreibt derzeit insgesamt rund 31 Einkaufszentren in sechs europäischen Ländern.
Die über 1900 Shops in den Einkaufszentren erwirtschafteten 2024 nach Angaben von SES einen Bruttoumsatz von insgesamt 3,54 Milliarden Euro.

## Geschichte
Das Unternehmen wurde Mitte 2007 von SPAR (Österreich) gegründet, um die Aktivitäten im Geschäftsfeld Einkaufszentren und im Bereich großflächiger Handelsimmobilien zu bündeln. Seit April 2008 befindet sich das Unternehmen mit etwa 100 Mitarbeitern in einer eigenen Zentrale am Stadtrand von Salzburg.

## Tätigkeitsbereiche
Die Entwicklung, der Bau, die Verpachtung der Shopflächen sowie der Betrieb der Einkaufszentren sind die Hauptaufgabe des Unternehmens. Einen besonderen Bereich des Unternehmens bildet das Facilitymanagement, das neben den Einkaufszentren auch noch die österreichischen Märkte der Interspar und Maximarkt betreut. Ebenso wickelt SES den Bau und die Verpachtung von Shopflächen für die Hypermarkt-Tochter der SPAR Österreich, Interspar, ab. Entwicklung, Bau, Center-Management und Facility-Management werden von SES auch als Dienstleistung außerhalb des Konzerns angeboten und erfolgreich umgesetzt.

## Standorte im Management von SES (2025)

### Österreich
- Atrio, Villach; 38.700 m²
- Citypark, Graz; 40.000 m² (im Management)
- Europark, Salzburg; 57.700 m² (inkl. IKEA)
- Fischapark, Wiener Neustadt; 42.800 m²
- FMZ Nussdorf-Debant, 4.600 m²
- Forum1, Salzburg; 15.000 m² (Erweiterungsteil im Management)
- Gerngross, Wien; 31.000 m² (im Management)
- Huma Eleven, Wien-Simmering; 50.000 m² (im Management)
- Kronenhaus, Bludenz; 3.400 m²
- Mariandl, Krems; 26.000 m²
- Max.center Wels; 23.000 m²
- Murpark, Graz; 43.100 m²
- Q19 Einkaufsquartier Döbling, Wien-Döbling; 15.000 m²
- Aspern die Seestadt Wiens, Wien-Aspern; 7.000 m² (im Bau, gemanagte Einkaufsstraße)
- Westfield Shopping City Süd (Eingang 7), Vösendorf; (20-Prozent-Anteil – entspricht 23.000 m²)
- Shopping-Quartier Lienz, 10.000 m² (in Entwicklung)
- Sillpark, Innsbruck; 29.500 m²
- Varena, Vöcklabruck; 32.000 m²
- Weberzeile, Ried im Innkreis; 22.000 m²
- Zimbapark, Bürs; 18.300 m²

### Italien
- Extense, Padua; 6.400 m²
- Ipercity, Padua; 24.400 m²
- Le Brentelle, Padua; 22.700 m²
- Shopping-Mall Bozen; 36.000 m² (in Entwicklung)
- Il Grifone, Bassano del Grappa; 20.000 m²

### Slowenien
- Center Vič, Laibach-Vič; 12.500 m²
- Citycenter, Celje; 32.000 m²
- Citypark, Laibach; 53.000 m²
- Europark, Marburg an der Drau; 40.000 m²
- Aleja, Laibach; 32.000 m²

### Tschechien
- Europark, Prag; 40.500 m²

### Ungarn
- Korzó, Nyíregyháza; 19.000 m² (im Management)

### Kroatien
- King Cross, Zagreb; 35.000 m² (Revitalisierung 2024/25)

## Ehemalige Standorte im Management von SES
- Europark,  Budapest, Ungarn (im Management)
- Mall of Split, Split, Kroatien (im Management)
- Allee, Budapest; 46.600 m² (im Management)